# Веном (филм из 2018)
Веном (енгл. Venom) амерички је суперхеројски филм из 2018. године са истоименим ликом Marvel Comics-а, продуцента Columbia Pictures-а у сарадњи са Marvel-ом и Tencent Pictures-ом. Дистрибутера Sony Pictures Releasing-а, представља први филм у Sony-јевом Спајдермен универзуму. Филм је режирао Рубен Флајшер према сценарију Џефа Пинкнера, Скота Розенберга и Кели Марсел, док главну улогу игра Том Харди као Еди Брок / Веном, поред Мишел Вилијамс, Риза Ахмеда, Скота Хејза и Рида Скота. У филму, новинар Брок стиче супермоћи након што је постао домаћин ванземаљског симбиота чија врста планира да нападне Земљу.
Након што се Веном појавио у филму Спајдермен 3 (2007), Sony је покушао да развије спин-оф филм заснован на лику. Рад је започео у марту 2016. године на новој верзији која би покренула нови заједнички универзум са Marvel-овим ликовима на које је студио поседовао филмска права. Sony је такође намеравао да филм Веном дели свет са филмом Спајдермен: Повратак кући из Марвеловог филмског универзума, али је на крају филм удаљио од Спајдермена. У марту 2017. године, Розенберг и Пинкнер су требали да пишу, а у мају су додати Флајшер и Харди. Снимање се одвијало од тог октобра до јануара 2018. године у Атланти, Њујорку и Сан Франциску.
Филм Веном издат је 5. октобра 2018. године у Сједињеним Државама. Филм је издат 5. октобра 2018. године у Србији, дистрибутера Con Film-а. Добио је генерално негативне критике због наратива, недоследног тона и недостатка веза са Спајдерменом, иако је Хардијев наступ добио неке похвале. Филм је постигао успех на благајнама, поставши седми филм са највећом зарадом у 2018. години са преко 856 милиона америчких долара широм света и поставивши неколико рекорда на благајнама за октобарско издање. Прате га два наставка, Веном 2 (2021) и Веном 3: Последњи плес (2024).

## Радња
Док су истраживали свемир тражећи нове насељиве светове, сонда био-инжињерске фондације Лајф открива комету прекривену симбиотским живим бићима. Сонда се враћа на Земљу са четири узорка, али један бежи и изазива да се свемирски брод сруши у Малезији. Фондација Лајф узима преостала три примерка и односи их у своју истраживачку базу у Сан Франциску, где откривају да симбиоти не могу да преживе без домаћина који дише кисеоник, који често фатално одбацују симбиозу. Истраживачки новинар Еди Брок чита о тим људским тестовима у поверљивом документу, који је у поседу његове веренице Ен Вејинг. Брок интервјуише директора фондације Лајф Карлтона Дрејка испитујући га о тестовима над људима, што доводи до тога да он и Ен добију отказе. Због тога Ен прекида њихову веридбу.
Шест месеци касније, Дрејкови тестови симбиозе се ближе успеху, иако један од његових симбиота умире због немарности. Броку прилази Дора Скирт, једна од Дрејкових научница која се не слаже са његовим методама и жели да га разоткрије. Она помаже Броку да провали у истраживачку базу да потражи доказе и он сазнаје да је његова пријатељица Марија једна од тестираних субјеката. Брок покушава да спаси Марију, али симбиот који је био у њој прелази у његово тело, без његовог знања, остављајући Марију мртву. Брок успева да побегне и ускоро почиње да показује необичне симптоме. Он одлази код Ен по помоћ и њен нови дечко др Ден Луис открива симбиота, током испитивања Брока. Дрејк излаже Дору преосталом симбиоту и она умире. Ово оставља симбиота унутар Брока као јединог преживелог примерка.
Дрејк шаље плаћенике да поврате симбиот из Брока, али он се показује преко његовог тела као чудовишно створење, које се бори са нападачима. Касније се представља Броку као Веном и објашњава да комета тражи планете где симбиоти могу да опседну и прождеру становнике. Веном нуди да поштеди Брока, ако он помогне симбиотима да остваре свој циљ и Брок почиње да ужива у надљудским особинама које му симбиот омогућава. Брок проваљује на његово старо радно место, да би оставио доказе за Дрејкове злочине, али убрзо га опкољавају специјалци, па он бива принуђен да се трансформише да би побегао. Ен сведочи овој трансформацији и води Брока назад у Денову канцеларију, где они схватају да симбиот споро трули Брокове унутрашње органе. Брок примећује да симбиот има две слабости: звукове високе фреквенције и ватру. Иако Веном говори да штета на органима може да се спречи, Ен користи машину магнетне резонанце, да би помогла Броку да се одвоји од симбиота. Брока након тога хватају Дрејкови плаћеници.
У међувремену, четврти симбиот Рајот, успева да дође из Малезије у Сан Франциско прелазећи из тела у тело. Он се спаја са Дрејком, који пристаје да одведе Рајота у свемирску сонду фондације Лајф, како би сакупили остале симбиоте и одвели их на Земљу. Ен се касније везује са Веномом, како би могли да спасу Брока. Када се Брок и Веном опет споје, Веном говори да је убеђен да треба да помогне у спасавању Земље од његове врсте, због везаности са Броком и они крећу да зауставе Дрејка и Рајота уз Енину помоћ. Веном оштећује сонду док она полеће, изазивајући њену експлозију која убија Дрејка и Рајота. Ен верује да Брок није више везан са Веномом после овога и да је Веном погинуо у експлозији. Међутим њих двојица остају тајно везани и одлучују да заштите Сан Франциско, убијајући криминалце.
Брок се враћа новинарству и у сцени после одјавне шпице он је позван да интервјуише ухапшеног серијског убицу Клитуса Касадија, који обећава „покољ” кад побегне из затвора.

## Улоге
| Глумац         | Улога                 |
| -------------- | --------------------- |
| Том Харди      | Еди Брок / Веном      |
| Мишел Вилијамс | Ен Вејинг             |
| Риз Ахмед      | Карлтон Дрејк / Рајот |
| Скот Хејз      | Роланд Трис           |
| Рид Скот       | др Ден Луис           |
| Вуди Харелсон  | Клитус Касади         |